# Suvaja (Kruševac)
Suvaja (Servisch cyrillisch Суваја) is een plaats in de Servische gemeente Kruševac. De plaats telt 367 inwoners (2002).